# Hammond (Illinois)
Hammond – wieś w Stanach Zjednoczonych, w stanie Illinois, w hrabstwie Piatt.